# سزار کورتس
سزار کورتس (اسپانیایی: César Cortés‎؛ زادهٔ ۹ ژانویهٔ ۱۹۸۴) بازیکن فوتبال اهل شیلی است که در لیگ برتر فوتبال شیلی برای باشگاه ماگالانز در پست هافبک بازی می‌کند.

## تیم ملی
وی همچنین در تیم ملی فوتبال شیلی بازی کرده‌است.